# Veres Szilárd
Veres Szilárd (Kolozsvár, 1996. január 27. –) romániai magyar labdarúgó, 2020-tól a Mioveni labdarúgója, 2017 tavaszán kölcsönben megfordult az akkor élvonalban szereplő Gyirmót FC Győr csapatában is.
A 2015–16-os idényben tagja volt a CFR Cluj román kupagyőztes csapatának.

## Pályafutása
2004-ben, kilencévesen kezdett el szülővárosában a helyi Kolozsvári CFR 1907 utánpótlás csapatainál játszani. Középpályásként játszik, elsősorban védekező feladatokat lát el. A Brassai Sámuel Elméleti Líceum tanulója, 2014-ben, 17 éves korában írta alá első profi szerződését a CFR Cluj csapatához.
A román bajnokságban a 2013–2014-es idény utolsó fordulójában, a Năvodari-i Săgeata elleni mérkőzésen debütált, az utolsó 26 percre állt be csereként. Ciprian Deac vagy Mario Camora mellett kevés játéklehetőséget kapott, 2017 tavaszáig a bajnokságban 15, a kupában további négy mérkőzésen játszott, ezért fél évre kölcsönbe a magyar élvonalban szereplő Gyirmót FC Győr csapatához szerződött.

## Sikerei, díjai
- FC CFR 1907 Cluj:
  - Román labdarúgókupa győztes: 2015–16

- Csíkszereda:
  - Liga III bajnoka: 2018–19

## Külső hivatkozások
- Veres Szilárd (angol nyelven). worldfootball.net. [2017. február 2-i dátummal az eredetiből archiválva]. (Hozzáférés: 2017. január 30.)
- Adatlapja a RomanianSoccer oldalon Archiválva 2020. november 3-i dátummal a Wayback Machine-ben (angolul)